# K.G.F: Chapter 1
Cánh đồng Vàng Kolar: Chương 1 (tiếng Anh: K.G.F: Chapter 1, tiếng Kannada: ಕೆ.ಜಿ.ಎಫ್: ಅಧ್ಯಾಯ 1 K.G.F: Adhaaya 1) là bộ phim hành động thời kỳ năm 2018. được viết kịch bản và đạo diễn bởi Prashanth Neel, và sản xuất bởi Vijay Kiragandur dưới banner các phim Hombale. Đây là phần đầu tiên trong loạt hai phần, tiếp theo là  K.G.F: Chương 2 . Bộ phim xoay quanh Raja Krishnappa Berrya "Rocky", sinh ra trong nghèo khó, đến Bombay (nay là Mumbai) vào những năm 1960, để tìm kiếm quyền lực và sự giàu có như người mẹ sắp chết của mình. Liên quan đến mafia vàng ở đó, anh ta được tuyển mộ để giết Garuda, người thừa kế đang chờ đợi áp bức, trong Cánh đồng vàng Kolar. Yash vào vai chính Rocky, còn Ramachandra Raju thủ vai Garuda. Anant Nag tường thuật bộ phim trong khi cũng đóng một vai phụ Srinidhi Shetty, Vasishta N. Simha, Ayyappa P. Sharma và Harish Rai. Tại Giải thưởng điện ảnh quốc gia lần thứ 66, bộ phim đã giành được 2 giải thưởng cho Phm hành động hay nhất và Hiệu ứng đặc biệt tốt nhất.
Việc phát triển của bộ phim bắt đầu vào đầu năm 2015 khi Neel hoàn thành việc viết kịch bản. Tuy nhiên, việc quay phim chỉ bắt đầu hai năm sau đó, vào tháng 3 năm 2017. Phần lớn của bộ phim được đặt trong Cánh đồng vàng Kolar và được quay tại địa điểm này. Bhuvan Gowda từng là nhà quay phim và Shrikanth làm biên tập viên. Ravi Basrur đã ghi nhạc cho nhạc phim và bối cảnh của bộ phim.

## Diễn viên

### Chính
- Yash vai Raja Krishnappa Bairya còn gọi là "Rocky Bhai" [14]
  - Anmol Vijay vai trẻ Rocky[15]
- Srinidhi Shetty vai Reena Desai
- Archana Jois vai Shanthamma, mẹ của Rocky[16]
- Anant Nag vai Anand Ingalagi
  - Ashok Sharma vai young Anand Ingalagi
- Ramesh Indira vai Suryavardhan
- Ramachandra Raju vai Garuda
- Vinay Bidappa vai Virat
- Laxman vai Rajendra Desai
- Vasishta N. Simha vai Kamal
- Achyuth Kumar vai Guru Pandian
- B. S. Avinash vai Andrews
- Tharak Ponnappa vai Daya, trợ thủ của Andrews
- Dinesh Mangaluru vai Shetty
- Harish Rai vai Khasim, Phụ tá của Shetty và người bạn tâm giao của Rocky
- Balakrishna vai Inayat Khalil
- T. S. Nagabharana vai chủ kênh tin tức truyền hình 24/News
- Malavika Avinash vai Deepa Hegde, tổng biên tập 24/News
- Govinda Gowda as an peon vai 24/News
- Mohan Juneja as Nagaraju, vai informer to Ingalagi
- Tamannaah Bhatia vai Milky trong một diện mạo đặc biệt cho một số mục "Jokae"
- Mouni Roy vai Lucy in special appearance for an item number "Gali Gali" (Hindi version only)[17]

### KGF
- Ayyappa P. Sharma vai Vanaram, chỉ huy KGF
- John Kokken vai John, một người giám sát tại KGF
- Puneeth Rudranag vai Rugga, một người giám sát tại các mỏ
- Neenasam Ashwath vai Kulkarni
- B. Suresha vai Vittal, một nô lệ tại KGF
- T. N. Srinivas Murthy vai Narayan, một nô lệ tại KGF
- Lakshmipathi vai Kencha, một nô lệ tại KGF, người kể chuyện
- Roopa Rayappa vai Shanthi, một nô lệ tại KGF